# Hätzingen
Hätzingen är en ort i kommunen Glarus Süd i kantonen Glarus i Schweiz. Den ligger vid floden Linth, cirka 9,5 kilometer söder om Glarus. Orten har 301 invånare (2024).
Orten var före den 1 januari 2004 en egen kommun, men inkorporerades då tillsammans med Diesbach i kommunen Luchsingen. Luchsingen blev i sin tur en del av kommunen Glarus Süd den 1 januari 2011.